# غزخون (دير)
غزخون (بالفارسية: گزخون) هي قرية تقع في قسم بردخون الريفي (مقاطعة دير) في إيران. يقدر عدد سكانها بـ 24 نسمة .